# Kiemsa
Kiemsa est un groupe de punk rock français, originaire de Lassay-les-Chateaux, dans la Mayenne. Le groupe cesse ses activités en 2011.

## Biographie
Kiemsa se forme au lycée Don Bosco de Mayenne en décembre 1999 et réunit des musiciens du nord de la Mayenne (Lassay-les-Chateaux),. Le groupe donne son premier concert en février 2000 à Laval. « Une heure de concert après seulement trois mois de répétitions, c'était assez bizarre ! » dixit Martin Hallier, le chanteur de Kiemsa (source Direct 8). Le groupe compte à ses débuts huit musiciens pour s'arrêter sur une formation de sept musiciens en 2006. Le groupe travaille en 2001, jusqu'à sa séparation, avec l'association Igloo située à Angers.
Après plusieurs concerts dans les bars de sa région, Kiemsa sort son premier EP en 2001, Question idiote, puis un autre maxi-CD de trois titres, L'Atelier Fantôme en 2002. En 2003 sort Nuits rouges, le premier album studio de Kiemsa. Ils parcourent par la suite la France, la Belgique, la Suisse et l'Allemagne pour des concerts et festivals. Kiemsa connaît le succès en Allemagne depuis sa première tournée « marathon » de janvier 2008 (17 concerts en 19 jours dans toute l'Allemagne) et quelques festivals durant l'été 2008. Il signe un contrat chez un label allemand en octobre 2008 afin de sortir tous les disques en magasins outre-Rhin. Kiemsa sort l'album Eaux troubles en 2006,, puis Délices en 2009.
Le 6 août 2010, ils se rendent en Suisse pour jouer au festival Rock Air. À la fin de l'année 2011 le groupe cesse toute activité, finissant leur carrière par deux concerts à Nantes, où est enregistré un CD/DVD live. Kiemsa justifie sa séparation en précisant que « Depuis nos débuts, quand nous étions lycéens au Sacré-cœur de Mayenne [ancien nom du lycée Don Bosco], on se dit que la musique, c'est de la passion. Après notre album Délices, il n'y avait plus la flamme. Certains veulent avoir un vrai travail, et les compositeurs n'ont malheureusement plus d'inspiration pour Kiemsa. ».
Après leur séparation, certains membres se joignent ou créent de nouvelles formations : Martin Hallier dans Parpaing Papier ; Steph Caballero dans Cachemire ; Pierre Jacou dans Black Bomb A ; Mathieu Tirloir dans Friction ; Yohann Coadic est ingénieur du son d'Epsylon.

## Style musical
Les débuts du groupe sonnent rock/ska. On remarque à l'époque la présence d'une section de trois cuivres : saxophone, trombone et trompette. Puis assez naturellement et avec les nouveaux membres du groupe, apportant avec eux leurs influences, les rythmes se sont endurcis. Le style passe donc de la fusion/rock/ska à la fusion/punk/rock. Kiemsa est considéré comme un groupe de punk rock à part entière. Sur scène, les membres étaient habillés en costume-cravate.

## Membres

### Derniers membres
- Martin (Martin Hallier) - chant (2000–2011)
- Steph (Stéphane Caballero) - guitare
- Yohann (Yohann Coadic) - guitare
- Jacou (Pierre Jacou) - basse
- Laurent (Laurent Pataillot) - batterie (2008–2011)
- Steven (Steven Loth) - trombone
- Mathieu (Mathieu Tirloir) - trompette (2006–2011)

### Anciens membres
- Cédric Rossignol - guitare (2000–2003)
- Vincent Louvet - batterie (2000–2002 ; plus tard sonorisateur et régisseur du groupe)
- Abel Allen - guitare (2000–2006)
- Cyrille Bataille - saxophone (2000–2006)
- Antoine Chrétien - trompette (2000–2006)
- Daniel Josso - batterie (2002–2008)
- Morguy Dubois - guitare (2005 - 2010)
- Romain Gasse - basse (2000 - 2010)

## Discographie
- 2001 : Question idiote (EP 5 titres)
- 2002 : L'Atelier fantôme (EP 3 titres et clip vidéo L'Atelier fantôme)
- 2003 : Nuits rouges (15 titres)
- 2006 : Eaux troubles (12 titres et clip vidéo Orange Duck)
- 2009 : Délices (14 titres)
- 2012 : Noir total (double CD et double DVD : live enregistré en décembre 2011 (CD et DVD), un CD de remixes, un DVD de bonus (clips, extraits de concerts...)